# Schuld und Sühne (1935, USA)
Schuld und Sühne ist ein US-amerikanischer Spielfilm aus dem Jahre 1935 nach dem gleichnamigen Roman von Fjodor Dostojewski. Unter der Regie von Josef von Sternberg spielt Peter Lorre als Raskolnikow die Hauptrolle.

## Handlung
Rodion Raskolnikow ist ein junger Jurastudent von 23 Jahren, der seine Studien unterbrechen musste, weil ihm die Finanzen ausgegangen sind. Die Pfandleiherin Aljona Iwanowna, von der er sich immer wieder Geld leihen muss, ist eine Wucherin und schnürt Rodion, wie er meint, die Luft zum Atmen zu. So fasst Raskolnikow den Plan, die Alte zu ermorden. Mit einem Schüreisen erschlägt er Aljona. Um seiner Bluttat einen philosophischen Unterbau zu geben, versucht der Intellektuelle Raskolnikow den Mord als einen Akt der Befreiung von humanitärer Gefühlsduselei zu definieren, zumal er die Alte als Blutsaugerin empfand.
Raskolnikow muss jedoch erkennen, dass zwischen der Theorie des Mordens, die er durch seine persönliche Ideologie qua definitionem gerechtfertigt sieht, und dem Schuldgefühl, dass er seit der begangenen Tat in sich trägt, ein riesiger Unterschied besteht. Er ist nicht der Mensch ohne Gewissen, der er zu sein glaubte und fällt nach dem Doppelmord in einen mehrtägigen, fiebrigen Dämmerzustand. Mittlerweile hat der Untersuchungsrichter Porfirij seine Arbeit aufgenommen und sucht nach dem Täter. Die Intuition des erfahrenen Juristen lässt ihn bald auf Raskolnikow als Schuldigen kommen, und doch kann er dem jungen Rodion nichts nachweisen. Die junge Sonja, in die sich Raskolnikow verliebt hat und die sich aus bitterster Armut heraus prostituiert, um ihre Familie unterstützen zu können, rät Rodion, sich zu stellen, da er auf lange Sicht mit dieser Schuld nicht werde leben können. Raskolnikow hört auf ihren Rat und stellt sich der Sühne für die begangene Tat. Er muss für acht Jahre in ein Straflager nach Sibirien.

## Produktionsnotizen
Sternbergs Schuld und Sühne entstand nahezu zeitgleich mit der gleichnamigen französischen Fassung Pierre Chenals. Der amerikanische Film lief am 22. November 1935 an. Auch in den Niederlanden konnte man den Film noch im selben Jahr sehen. Schuld und Sühne wurde in Deutschland nie im Kino gezeigt, die Erstausstrahlung fand am 30. Januar 1972 im Fernsehen des WDR statt.
Die Filmbauten entwarf Stephen Goosson. Louis Silvers hatte auch die musikalische Leitung. Die Kostüme stammen aus der Hand von Murray Mayer.

## Kritiken
„Düsteres Seelendrama unter der Regie Josef von Sternbergs, interessant vor allem durch Peter Lorres expressionistische Interpretation der Hauptfigur.“

„Faszinierende Hollywoodisierung von Dostojewskis Roman … Niedriges Budget aber voller einfallsreicher Ideen seitens von Sternberg.“

„Schwerfällige Wiedergabe von Dostojewski, bildgestalterisch von einigem Interesse.“